# Brassica souliei
Brassica souliei är en korsblommig växtart som först beskrevs av Jules Aimé Battandier, och fick sitt nu gällande namn av Jules Aimé Battandier. Brassica souliei ingår i släktet kålsläktet, och familjen korsblommiga växter.

## Underarter
Arten delas in i följande underarter:
- B. s. amplexicaulis
- B. s. souliei